# Alani
Alani (latinsko Alani) so bili staroveško nomadsko iransko ljudstvo.
Ime Alan je iranska narečna oblika izraza Arjan. Alane, verjetno sorodne Mesagetom, sodobni zgodovinarji povezujejo s srednjeazijskima ljudstvoma Jancai in Aorsi iz kitajskih oziroma rimskih virov. Po preselitvi na zahod so postali dominantni med Sarmati v pontsko-kaspijski stepi. Rimski viri jih omenjajo v 1. stoletju. Po naselitvi na ozemlju severno od Črnega morja so pogosto vpadali v iransko Partsko cesarstvo in kavkaške province Rimskega cesarstva. v letih 215–250 so njihovo moč v Pontski stepi zlomili Goti.
Ko so Gote v Pontski stepi okoli leta 375 porazili Huni, se je veliko Alanov skupaj z različnimi gotskimi plemeni preselilo proti zahodu. Leta 406 so skupaj z Vandali in Svebi prečili Ren in se naselili v Orléansu in  Valenceu v sedanji osrednji Franciji. Okoli leta 409 so se pridružili Vandalom in Svebom, preko Pirenejev vdrli na Iberski polotok in se naselili v Luzitaniji in Kartagenski Hispaniji. Iberske Alane so leta 418 prepričljivo porazili Vizigoti, ki so nato predali svojo oblast vandalskim Hasdingom. Vandali in Alani so zatem leta 428 preko Gibraltarske ožine vdrli v severno Afriko. Tam so ustanovili kraljestvo, ki je obstajalo do 6. stoletja, ko ga je podjarmil bizantinski cesar Justinijan I. 
Alani, ki so ostali pod hunsko oblastjo, so v srednjem veku ustanovili kraljestvo na severnem Kavkazu, ki je obstajalo do mongolske invazije v 13. stoletju. Ti Alani naj bi bili predniki sodobnih Osetov.
Alani so govorili vzhodnoiranski jezik, ki je izhajal iz skitsko-sarmatskega jezika in se kasneje razvil v sodobno osetščino.